# Padiglione

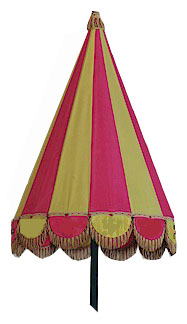
Padiglione (eine der Insignien einer Basilika minor)

Wappen während der päpstlichen Sedisvakanz

Der Padiglione (italienisch), auch Basilikaschirm, Conopeum, Umbraculum (lateinisch) oder Ombrellino (italienisch) genannt, ist ein gelb-rot gestreifter, kegelförmiger Seidenschirm, ursprünglich zum Schutz der Priester und Kantoren bei Prozessionen, und stellt neben dem Tintinnabulum, einer liturgischen Glocke, das Insigne einer päpstlichen Basilika der römisch-katholischen Kirche dar. Der Basilikaschirm kann als Prachtstück in das Wappen einer Basilika aufgenommen werden. Außerdem ist der aufgespannte Padiglione in Kombination mit dem Wappen des Kardinalkämmerers das Insigne einer päpstlichen Sedisvakanz.
Fresken eines byzantinischen Meisters im Oratorium San Silvestro in der römischen Kirche Santi Quattro Coronati von 1246 zeigen das Umbraculum als päpstliches Insigne in Gebrauch mit den traditionellen Farben rot und gold.